# Xã Wayne, Quận Marion, Indiana
Xã Wayne (tiếng Anh: Wayne Township) là một xã thuộc quận Marion, tiểu bang Indiana, Hoa Kỳ. Năm 2010, dân số của xã này là 136.828 người.